# Santo Stefano al Monte Celio (titolo cardinalizio)
Santo Stefano al Monte Celio (in latino Titulus Sancti Stephani in Coelio Monte) è un titolo cardinalizio citato nel sinodo romano del 1º marzo 499 e in tutti quelli successivi. Durante il pontificato di papa Gregorio I, assorbì il titolo di San Matteo in Merulana, ma, alla sua morte, tutto tornò come prima. Il titolo era conosciuto anche con altri nomi: Santo Stefano in Girimonte, Santo Stefano Rotondo (per la forma della sua chiesa), Santo Stefano in Querquetulano (per la sua vicinanza ad un querceto), Santo Stefano in capite Africæ (per la sua vicinanza ad un'antica via chiamata Caput Africæ). Secondo il catalogo di Pietro Mallio, stilato sotto il pontificato di papa Alessandro III, questo titolo era legato alla basilica di San Lorenzo fuori le mura ed i suoi sacerdoti vi officiavano a turno. Il titolo insiste sulla basilica di Santo Stefano Rotondo al Celio.
Dal 25 maggio 1985 il titolare è il cardinale Friedrich Wetter, arcivescovo emerito di Monaco e Frisinga.

## Titolari
- Marcello (494 - ?)
- Marco (menzionato nel 980)[1]
- Benedetto (993 - prima del 1010)
- Benedetto (circa 1010 - prima del 1012)
- Crescenzio (1012 - ?)
- Ugo (o Ugone) (1062 - ?)
- Sasso dei conti di Segni (circa 1117 - 1136)
- Martino Cybo (o Guasino, o Suasinus), O.Cist. (1132 - 1143 deceduto)
- Raniero (17 dicembre 1143 - 1144 ? deceduto)
- Villano Gaetani (dicembre 1144 - 29 maggio 1146 dimesso)
- Gerardo Marioni (o Bernardo, o Gherardo) (1150 - prima del 1159 deceduto)
- Gérard (circa 1170 - 1176 deceduto)
  - Gero (1172), pseudocardinale dell'antipapa Callisto III
- Vibiano Tommasi (19 settembre 1175 - 1185 ? deceduto)
- Giovanni (Salernitanus?), O.S.B.Cas. (settembre 1190 - 1208 deceduto)
- Robert Curson (o de Corzon, o Cursonus) (18 febbraio 1212 - 6 febbraio 1219 deceduto)
- Pierre Arnaud de Puyanne, O.S.B.Clun. (15 dicembre 1305 - 4 settembre 1306)
- Michel du Bec-Crespin (23 dicembre 1312 - 30 agosto 1318 deceduto)
- Pierre Le Tessier, C.R.S.A. (20 dicembre 1320 - aprile 1325)
- Pierre de Montemart (18 dicembre 1327 - 14 aprile 1335 deceduto)
- Beato Raimondo di Montfort (o Ramon), O. de M. (1338 - 19 gennaio 1339 deceduto)
- Guillaume d'Aure, O.S.B.Clun. (gennaio 1339 - 3 dicembre 1353 deceduto)
- Élias de Saint-Irier (o Saint Yrieux), O.S.B.Clun. (23 dicembre 1356 - 1363 nominato cardinale vescovo di Ostia-Velletri)
- Guillaume d'Aigrefeuille, O.S.B.Clun. (12 maggio 1367 - 13 gennaio 1401 deceduto)
- Guglielmo di Capua (1384 - 23 luglio 1389 deceduto)
- Angelo Cino (o Ghini Malpighi) (19 settembre 1408 - 21 giugno 1412 deceduto)
  - Pierre Ravat (o Rabat), C.R.S.A. (22 settembre 1408 - 1417 deceduto), pseudocardinale dell'antipapa Benedetto XIII
  - Pietro di Foix, O.F.M. (1414 o 1415 o 1417 - 14 marzo 1431 nominato cardinale vescovo di Albano), pseudocardinale dell'antipapa Giovanni XXIII
  - Jean Carrier (22 maggio 1423 - 1437 deceduto), pseudocardinale dell'antipapa Benedetto XIII
  - Titolo vacante (1431 - 1440)
- Regnault de Chartres (o Renaud) (8 gennaio 1440 - 4 aprile 1444 deceduto)
  - Jean d'Arces (1444 - 1449), pseudocardinale dell'antipapa Felice V
- Jean Rolin (3 gennaio 1449 - 22 giugno 1483 deceduto)
- Giovanni Giacomo Schiaffinato (15 novembre 1483 - 17 novembre 1484); in commendam (17 novembre 1484 - 9 dicembre 1497 deceduto)
  - Titolo vacante (1497 - 1503)
- Jaime de Casanova (12 giugno 1503 - 4 giugno 1504 deceduto)
- Antonio Pallavicini Gentili (o Antoniotto), in commendam (1504 - 1505)
- Antonio Trivulzio seniore, C.R.S.Ant. (1º dicembre 1505 - 4 gennaio 1507 deceduto)
- Melchior von Meckau (5 gennaio 1507 - 3 marzo 1509 deceduto)
- François Guillaume de Castelnau-Clermont-Ludève (2 maggio 1509 - 18 dicembre 1523 nominato cardinale vescovo di Frascati)
- Bernardo Clesio (16 maggio 1530 - 30 luglio 1539 deceduto)
- David Beaton (9 settembre 1539 - 29 maggio 1546 deceduto)
- Giovanni Girolamo Morone (25 febbraio 1549 - 11 dicembre 1553 nominato cardinale presbitero di San Lorenzo in Lucina)
- Giovanni Angelo de' Medici (11 dicembre 1553 - 20 settembre 1557 nominato cardinale presbitero di Santa Prisca)
- Fulvio Giulio della Corgna, O.S.Io.Hier. (20 settembre 1557 - 18 maggio 1562 nominato cardinale presbitero pro hac vice di Sant'Agata alla Suburra)
- Girolamo da Correggio (5 maggio 1562 - 14 maggio 1568 nominato cardinale presbitero di San Martino ai Monti)
- Diego Espinosa Arévalo (20 agosto 1568 - 5 settembre 1572 deceduto)
- Zaccaria Dolfin (15 aprile 1578 - 17 agosto 1579 nominato cardinale presbitero di Sant'Anastasia)
- Matthieu Cointerel (9 gennaio 1584 - 29 novembre 1585 deceduto)
- Federico Cornaro (15 gennaio 1586 - 4 ottobre 1590 deceduto)
- Antonio Maria Sauli (14 gennaio 1591 - 19 febbraio 1603 nominato cardinale presbitero di Santa Maria in Trastevere)
- Giacomo Sannesio (25 giugno 1604 - 19 febbraio 1621 deceduto)
- Lucio Sanseverino (30 agosto 1621 - 25 dicembre 1623 deceduto)
- Bernardino Spada (9 agosto 1627 - 22 maggio 1642 nominato cardinale presbitero di San Pietro in Vincoli)
- Juan de Lugo, S.I. (2 maggio 1644 - 17 ottobre 1644 nominato cardinale presbitero di Santa Balbina)
- Giovanni Giacomo Panciroli (28 novembre 1644 - 3 settembre 1651 deceduto)
- Marcello Santacroce (12 marzo 1652 - 19 dicembre 1674 deceduto)
- Bernardino Rocci (15 luglio 1675 - 2 novembre 1680 deceduto)
- Raimondo Capizucchi, O.P. (22 settembre 1681 - 3 marzo 1687 nominato cardinale presbitero di Santa Maria degli Angeli)
- Francesco Bonvisi (14 novembre 1689 - 25 agosto 1700 deceduto)
  - Titolo vacante (1700 - 1712)
- Giovanni Battista Tolomei, S.J. (11 luglio 1712 - 19 gennaio 1726 deceduto)
- Giovanni Battista Salerni, S.J. (20 febbraio 1726 - 30 gennaio 1729 deceduto)
- Camillo Cybo (28 marzo 1729 - 8 gennaio 1731 nominato cardinale presbitero di Santa Maria del Popolo)
- Antonio Saverio Gentili (19 novembre 1731 - 10 aprile 1747 nominato cardinale vescovo di Palestrina)
- Filippo Maria de Monti (10 aprile 1747 - 17 gennaio 1754 deceduto)
- Fabrizio Serbelloni (22 luglio 1754 - 21 marzo 1763 nominato cardinale presbitero di Santa Maria in Trastevere)
- Pietro Paolo Conti (21 marzo 1763 - 14 dicembre 1770 deceduto)
- Lodovico Calini (4 marzo 1771 - 9 dicembre 1782 deceduto)
  - Titolo vacante (1782 - 1786)
- Nicola Colonna di Stigliano (24 luglio 1786 - 30 marzo 1796 deceduto)
  - Titolo vacante (1796 - 1805)
- Etienne-Hubert de Cambacérès (1º febbraio 1805 - 25 ottobre 1818 deceduto)
  - Titolo vacante (1818 - 1834)
- Francesco Tiberi Contigliano (1º agosto 1834 - 28 ottobre 1839 deceduto)
  - Titolo vacante (1839 - 1845)
- Fabio Maria Asquini (24 aprile 1845 - 21 settembre 1877 nominato cardinale presbitero di San Lorenzo in Lucina)
- Manuel García Gil (21 settembre 1877 - 28 aprile 1881 deceduto)
- Paul Ludolf Melchers (30 luglio 1885 - 14 dicembre 1895 deceduto)
- Sylwester Sembratowicz (25 giugno 1896 - 4 agosto 1898 deceduto)
- Jakob Missia (14 dicembre 1899 - 23 marzo 1902 deceduto)
- Lev Skrbenský Hříště (9 giugno 1902 - 24 dicembre 1938 deceduto)
  - Titolo vacante (1938 - 1946)
- József Mindszenty (22 febbraio 1946 - 6 maggio 1975 deceduto)
  - Titolo vacante (1975 - 1985)
- Friedrich Wetter, dal 25 maggio 1985